# فيلق (تصنيف)
الفيلق في التصنيف الأحيائي هو مرتبة تصنيفية غير إلزامية في التصنيف اللينيوسي (نسبة لكارلوس لينيوس).